# Halomitra
Genre
Halomitra est un genre de coraux durs de la famille des Fungiidae.

## Liste d'espèces
Le genre Halomitra comprend les espèces suivantes :
| Selon World Register of Marine Species (4 juillet 2015) : - Halomitra clavator Hoeksema, 1989 - Halomitra pileus Linnaeus, 1758 | Selon ITIS (4 juillet 2015) : - Halomitra clavator Höksema, 1989 - Halomitra pileus Linnaeus, 1758 |